# Maryna Moroz
Maryna Moroz (ukr. Марина Мороз; ur. 8 września 1991 w Wilnohirśk) – ukraińska zawodniczka MMA walcząca w kategorii słomkowej.
Od 2015 roku zawodniczka UFC. Jest także trenerem ukraińskiej rezerwowej drużyny olimpijskiej kobiet w boksie.
W 2021 otrzymała Order Księżnej Olgi III klasy.

## Lista zawodowych walk MMA
| Wynik     | Bilans | Przeciwnik               | Rozstrzygnięcie                             | Runda | Czas | Rozgrywki                                       | Data       | Miejsce        | Uwagi                                                    |
| --------- | ------ | ------------------------ | ------------------------------------------- | ----- | ---- | ----------------------------------------------- | ---------- | -------------- | -------------------------------------------------------- |
| Przegrana | 11-6   | Joanne Calderwood (16-8) | Decyzja (niejednogłośna)                    | 3     | 5:00 | UFC 299                                         | 09.03.2024 | Miami          |                                                          |
| Przegrana | 11-5   | Karine Silva (16-4)      | Poddanie (duszenie gilotynowe)              | 1     | 4:59 | UFC 292                                         | 19.08.2023 | Boston         |                                                          |
| Przegrana | 11-4   | Jennifer Maia (19-9-1)   | Decyzja (jednogłośna)                       | 3     | 5:00 | UFC Fight Night: Nzechukwu vs. Cuțelaba         | 19.11.2022 | Las Vegas      |                                                          |
| Wygrana   | 11-3   | Mariya Agapova (10-2)    | Poddanie (duszenie trójkątne rękoma)        | 2     | 3:27 | UFC 272                                         | 05.03.2022 | Las Vegas      | Bonus za występ wieczoru                                 |
| Wygrana   | 10-3   | Mayra Bueno Silva (6-0)  | Decyzja (jednogłośna)                       | 3     | 5:00 | UFC Fight Night: Lee vs. Oliveira               | 14.03.2020 | Brasília       | Bonus za walkę wieczoru                                  |
| Wygrana   | 9-3    | Sabina Mazo (6-0)        | Decyzja (jednogłośna)                       | 3     | 5:00 | UFC on ESPN: Barboza vs. Gaethje                | 30.03.2019 | Philadelphia   |                                                          |
| Przegrana | 8-3    | Angela Hill (7-4)        | Decyzja (jednogłośna)                       | 3     | 5:00 | UFC on Fox: Emmett vs. Stephens                 | 24.02.2018 | Orlando        |                                                          |
| Przegrana | 8-2    | Carla Esparza (11-4)     | Decyzja (jednogłośna)                       | 3     | 5:00 | UFC Fight Night: Chiesa vs. Lee                 | 25.06.2017 | Oklahoma City  |                                                          |
| Wygrana   | 8-1    | Danielle Taylor (7-1)    | Decyzja (niejednogłośna)                    | 3     | 5:00 | UFC Fight Night: Rodríguez vs. Caceres          | 06.08.2016 | Salt Lake City |                                                          |
| Wygrana   | 7-1    | Cristina Stanciu (5-0)   | Decyzja (jednogłośna)                       | 3     | 5:00 | UFC Fight Night: Rothwell vs. dos Santos        | 10.04.2016 | Zagrzeb        |                                                          |
| Przegrana | 6-1    | Valérie Létourneau (7-3) | Decyzja (jednogłośna)                       | 3     | 5:00 | UFC Fight Night: Holloway vs. Oliveira          | 23.08.2015 | Saskatoon      |                                                          |
| Wygrana   | 6-0    | Joanne Calderwood (9-0)  | Poddanie (dźwignia prosta na staw łokciowy) | 1     | 1:30 | UFC Fight Night: Gonzaga vs Cro Cop 2           | 11.04.2015 | Kraków         | Debiut w UFC. Bonus za występ wieczoru                   |
| Wygrana   | 5-0    | Karine Silva (5-1)       | Poddanie (dźwignia prosta na staw łokciowy) | 1     | 3:27 | XFC International 7                             | 01.11.2014 | São Paulo      | Ćwierćfinał turnieju XFC International w wadze słomkowej |
| Wygrana   | 4-0    | Ilona Avdeeva (2-1)      | TKO (przerwanie przez lekarza)              | 1     | 1:15 | Moscow Martial Arts Cup 2014: Moroz vs. Avdeeva | 07.09.2014 | Moskwa         | Main Event                                               |
| Wygrana   | 3-0    | Jin Tang (15-6-3)        | Poddanie (dźwignia prosta na staw łokciowy) | 1     | 3:50 | Kunlun Fight 8                                  | 24.08.2014 | Leshan         |                                                          |
| Wygrana   | 2-0    | Feier Huang (2-0)        | Poddanie (dźwignia prosta na staw łokciowy) | 1     | 2:52 | Kunlun Fight 5                                  | 01.06.2014 | Leshan         |                                                          |
| Wygrana   | 1-0    | Yana Kuzioma (1-1)       | Poddanie (dźwignia prosta na staw łokciowy) | 2     | 1:12 | Oplot Challenge 89                              | 23.11.2013 | Charków        | Debiut w MMA                                             |